# Pro P. Sulla
Le Pro P. Sulla est une plaidoirie prononcée en 62 av. J.-C. par Cicéron en défense de Publius Sylla, accusé d’avoir participé à la conjuration de Catilina.

## Contexte
Le 31 décembre 63 av. J.-C., Cicéron quitte sa charge de consul, gonflé d’orgueil pour « avoir sauvé la république » en déjouant la conjuration de Catilina . Il entend bien jouer un rôle majeur à l’avenir, basé sur cette nouvelle « auctoritas » qu’il croit solide. Mais déjà César et les « populares » trament contre lui. Juste avant sa sortie de charge, le 29 décembre, un tribun de la plèbe l’empêche de prononcer un  discours (laudatif) de fin de fonction. Pompée commence à se défier de lui, se montre froid et lui reproche sa « jactance », son sentiment de supériorité.
Au cours de l'année 62 av. J.-C. , il contribue à la condamnation de plusieurs complices de la conjuration par ses témoignages.
Aussi est-il surprenant de le voir se charger de la défense de ce P. Sylla qui est à l'opposé de tout ce qu'il représente.
L'explication en est très prosaïque: pour accompagner son « auctoritas » nouvelle, Cicéron se devait d'accroître aussi sa « dignitas » (son prestige). Aussi était-il en quête d'une demeure prestigieuse à Rome. Il voulait acquérir un tel bien que Crassus mettait en vente, sur le Palatin, le quartier le plus huppé de Rome. Or cela coûtait une fortune (trois millions et demi de sesterces) et Cicéron n'avait pas les fonds. Publius Sulla était très riche et lui prêta l'argent.,

## Les protagonistes

### L'accusé
Publius Sulla est le neveu du dictateur Lucius Sulla. Lors des proscriptions ordonnées par son oncle, il s’enrichit en rachetant à bas prix les biens de plusieurs condamnés. Il présidait d’ailleurs les séances de mise en vente.
Soutenu par les Populares, semble-il, il suit le cursus habituel d’un noble patricien, jusqu’à l’année 66 av. J.-C., où il brigue la magistrature suprême, le consulat. Il est élu avec Autronius pour collègue, un agitateur popularis. Le parti des Optimates les attaque aussitôt pour brigue électorale (de ambitu) et, selon la lex Calpurnia, les deux sont condamnés : toute magistrature leur est interdite et ils sont chassés du Sénat. 
Par la suite, il semble avoir trempé dans l’un ou l’autre complot, dont celui de Catilina, mais sans jamais  jouer un rôle de premier plan. On le suppose proche de César, dont il aurait été un lieutenant à la bataille de Pharsale. Quoi qu’il en soit, lors des nouvelles proscriptions initiées par César 17 ans plus tard, il profite de l’occasion pour accroître à nouveau sa fortune, tout comme il l’avait fait sous son oncle.

### L'accusation
L’accusation est portée par un jeune noble patricien, Caius Torquatus. C’est le même individu qui avait lancé la procédure de 66 av. J.-C. aboutissant à la destitution des deux consuls désignés pour 65 av. J.-C. , dont P. Sulla. Le père de cet accusateur avait d’ailleurs pris une des places rendues vacantes et exercé ce consulat. Boulanger [1943] présuppose une vengeance personnelle derrière cette accusation.
L’accusation porte sur des délits commis lors de deux conjurations et se base sur la lex Plautia de vi (sur les voies de fait, violence). Pour ce qui concerne le volet 'conjuration de Catilina', l'accusation incrimine P. Sulla pour trois délits: 
- recrutement d’une troupe de gladiateurs ;
- tentative de fomenter des troubles en Espagne ;
- tentative de recrutement des habitants de Pompéi et des colons  établis dans la région par son oncle, lors de sa dictature.

En outre, C. Torquatus s’en prend directement et vivement à Cicéron, un des défenseurs (voir infra: commentaires).

### La défense
La défense est conjointement assurée par deux ténors du barreau de l’époque, Cicéron et Quintus Hortensius. Ils ont l’habitude de travailler de concert : quelques mois plus tôt, ils ont fait acquitter Lucius Murena, consul désigné pour 62 av. J.-C., qu’une procédure visait à destituer pour brigue électorale (de ambitu). En 52 av. J.-C., on les retrouve associés dans la défense de Milon, l’assassin de Clodius.
Hortensius se charge de répondre à l’accusation sur le volet concernant la première conjuration, Cicéron se concentre sur les faits incriminés relatifs à la conjuration de Catilina, feignant d’ignorer ce qu’il en est de l’autre versant de l’affaire.

## L'argumentation
Le Pro P. Sulla présente une structure inhabituelle dans les discours judiciaires de Cicéron. En effet, la défense de l’accusé n’intervient que dans un second temps. La première partie constitue en réalité un plaidoyer pour Cicéron lui-même. Des critiques modernes ont pu parler d’une « apologie personnelle », d’un Pro M. Tullio.

### L’autodéfense
Rudement mis en cause par l’accusation (voir infra : commentaires), Cicéron consacre près du tiers de son discours à sa propre personne. Les abus de pouvoir qu’il aurait commis lors de son consulat constituent la menace la plus dangereuse. Pour la contrer, Cicéron montre qu’il a agi en toute légalité et surtout avec l’approbation du Sénat. De plus, il revient sur ces mois dramatiques et vise à démontrer l’extrême gravité de la situation où se trouvait l’état et le rôle héroïque qu’il a joué pour le sauver. C’est en cela que ce discours constitue une source importante sur la conjuration, à côté des Catilinaires et du Catilina de Salluste.

### La défense de l’accusé
L’essentiel vise à démontrer que rien ne prouve la participation de P. Sulla à la conjuration. Ce ne sont qu’on-dit, coïncidences, médisances. À défaut de prouver l’innocence, Cicéron écarte les incriminations.
Finalement, la défense se réduit à un argument d’autorité, l’autorité de Cicéron lui-même que l’on peut paraphraser ainsi : « J’étais le consul en charge d’éventer la conjuration ; toutes les informations, tous les rapports passaient entre mes mains ; jamais je n’ai vu le nom de Sulla mentionné ; c’est d’ailleurs pour cela que j’ai accepté de le défendre alors que je l’ai refusé à tous les autres inculpés qui ont sollicité mes services ».

## Commentaires

### Datation et résultat
Le procès est à coup sûr daté de l’année 62 av. J.-C. Comme Cicéron fait mention au § 92 de procès antérieurs qui ont déjà condamnés des complices, on peut le supposer plaidé à une date avancée de l’année. Probablement avant les vacances d’été des tribunaux.
Au vu de l’activité connue de l’accusé dans les années qui suivent, on le présuppose acquitté. On ne peut dire qu’il se montra particulièrement reconnaissant envers son défenseur : en 57 av. J.-C., sa maison servit de base arrière aux bandes de Clodius lors du pillage de la maison de Cicéron !

### Publication
On ignore la date de la publication du discours. Son éditeur Boulanger estime le texte de cette publication assez proche de la version réellement prononcée lors du procès.

### Les attaques des Optimates contre Cicéron
Cicéron, à la sortie de son consulat, se voyait attaqué sur différents fronts. Par les populares et César, ce qui débouchera sur son exil en 58 av. J.-C., par les Pompéiens, et enfin par les Optimates dont il se voulait pourtant le héraut.
Si l’on accepte la thèse que l’accusateur principal, patricien, agit au compte des Optimates, le discours permet de se faire une idée de la propagande anti-cicéronienne qui provenait de ce parti :
- On lui reproche d’être un étranger (peregrinus)[14]. Homo novus, Cicéron ne parvient pas à se faire accepter par la caste patricienne. Pour elle, son origine municipale constitue une tache indélébile de plus.
- Son inconséquence dans l’affaire en cours suscite l’irritation du parti  aristocratique: qu’allait-il faire à défendre un proche des populares et de César, jadis déchu de son consulat et dont la participation à la conjuration ne faisait de doute pour personne ? De plus, l’arrangement financier avec le prévenu semble bien avoir fuité avant même le procès[15].
- Plus grave encore, on lui reproche ses abus de pouvoir lors de son consulat. Et pour ce faire,  C. Torquatus utilise l’injure suprême dans l’arène politique de cette époque: un comportement de roi (regnum)[16].